# Y Ngọc
Y Ngọc (sinh 1977), người Giẻ Triêng, là đại biểu Quốc hội Việt Nam khóa 12, thuộc đoàn đại biểu Kon Tum.